# Night of the Living Wage
«Night of the Living Wage» (titulado «La noche de los salarios mínimos» en Hispanoamérica y «La noche de la paga viviente» en España) es el decimocuarto episodio de la trigésimo quinta temporada de la serie de televisión animada estadounidense Los Simpson, y el 764 en total. Se emitió en los Estados Unidos en Fox el 7 de abril de 2024. El episodio fue dirigido por Chris Clements y escrito por César Mazariegos.
En este episodio, Marge trabaja en una cocina fantasma cuando la familia necesita dinero. Jason Mantzoukas actuó como invitado en el papel de Finn Bon Idée. El episodio recibió críticas positivas.

## Trama
Lisa lleva a Snowball II de paseo en un cochecito cuando ataca y hiere a una gallina de apoyo emocional. La familia Simpson se ve obligada a pagar la factura del veterinario, por lo que Marge encuentra un trabajo por las noches en una cocina fantasma para una empresa de aplicaciones de reparto de comida. Sin Marge, la familia acuerda cocinar juntos cenas en casa. En la cocina, Marge y los trabajadores cobran el salario mínimo con la posibilidad de cobrar horas extra, pero enseguida se ven desbordados por el número de pedidos de comida.
Al cabo de unos meses, Marge duerme durante el día, pero se alegra de que la familia cocine junta. Sin saberlo, la familia ha estado pidiendo la cena a través de la aplicación de reparto. En el trabajo, Marge se entera de que a los trabajadores se les niega el pago de horas extras y se le pide que lo entienda porque la empresa no tiene mucho dinero al ser una startup. Sin embargo, Marge se entera de que el CEO de la empresa, Finn Bon Idée, es multimillonario, por lo que Lisa le dice a Marge que forme un sindicato. Como castigo, Marge es obligada a entregar los pedidos de comida en un tiempo limitado o será despedida. No consigue entregar el pedido final en la casa de los Simpson a tiempo y es despedida.
Marge se enfada al saber que su familia le ha mentido y que sus ingresos se han utilizado para pagar entregas de comida. El sindicato se declara en huelga por despedir a Marge. La empresa de aplicaciones contrata a Homer como portavoz, lo que le enfrenta a Marge, y le pagan con tarjetas regalo de la aplicación. Mientras los huelguistas protestan, llega una turba liderada por Homer. Mientras cargan unos contra otros, llega Finn para zanjar el asunto despidiendo a los huelguistas porque han sido sustituidos por robots y drones repartidores. Sintiéndose culpable, Homer provoca un pulso electromagnético en la central eléctrica para desactivar los drones provocando una lluvia de comida mientras Finn acaba herido. Él y Marge se perdonan.
Una narración final afirma que el sindicato es recontratado como trabajadores de la cocina con el sueldo que Finn les da a regañadientes y que las tarjetas regalo se utilizan para pagar la factura del veterinario.

## Producción
El guionista Cesar Mazariegos escribió la historia basándose en el papel de su mujer como activista sindical, así como en el impulso de la Proposición 22 en California, que permitía a las empresas de aplicaciones clasificar a los conductores y repartidores como contratistas independientes en lugar de empleados. La serie ya contaba con un episodio sobre sindicatos en la cuarta temporada, «Last Exit to Springfield», y Mazariegos quería mostrar cómo había cambiado la relación entre sindicatos y patronal desde entonces. La historia original se escribió antes de que comenzaran los conflictos laborales en Hollywood en 2023. La producción se detuvo por la huelga antes de que comenzara el proceso de animación. Cuando se reanudó la producción, se cambió el escenario de un almacén de comercio electrónico a una cocina fantasma para que la historia fuera más relevante. Debido a las limitaciones de tiempo, Mazariegos pensó que era más importante mostrar que Homer y Marge se reconciliaron, por lo que el destino de la unión se abordó con una narración de voz en off. Jason Mantzoukas actuó como invitado en el papel de Finn Bon Idée, el director general de la empresa de cocinas fantasma.